# Robinhood (компания)
Robinhood Markets, Inc. — американская компания со штаб-квартирой в Менло-Парке, штат Калифорния. Занимается оказанием финансовых услуг и известна тем, что предлагает своим клиентам возможность бескомиссионной торговли акциями и биржевыми фондами (англ. exchange-traded funds — ETF) через мобильное приложение, представленное в марте 2015 года. Robinhood является регулируемым FINRA брокером, зарегистрированным в Комиссии по ценным бумагам и биржам США, и имеет членство в Корпорации по защите инвесторов в ценные бумаги (англ. Securities Investor Protection Corporation — SIPC). Выручка компании поступает из трёх основных источников: проценты (заработанные на остатках денежных средств клиентов), продажа информации о биржевых заявках клиентов высокочастотным трейдерам и маржинальное кредитование. По состоянию на 2021 год Robinhood имеет 31 миллион пользователей.

## История
Robinhood был основан в апреле 2013 года Владимиром Теневым и Байджу Бхаттом, который ранее разрабатывал высокочастотные торговые платформы для финансовых учреждений в Нью-Йорке. Название компании происходит от её миссии «обеспечить доступ к финансовым рынкам всем, а не только богатым». Тенев отмечал, что выполнение сделки обходится брокерам «в доли пенни», в то время как они сами обычно взимают комиссию в размере от $5 до $10 за сделку, а также требуют минимального размера счёта от $500 до $5000.
Компания впервые публично продемонстрировала своё приложение на ежегодном студенческом хакатоне LA Hacks, а затем официально запустила его в марте 2015 года.
По состоянию на январь 2015 года 80 % клиентов Robinhood принадлежат к поколению миллениалов, а их средний возраст составляет 26 лет. 50 % пользователей, совершивших хотя бы одну сделку, используют приложение ежедневно, а 90 % — еженедельно.
В апреле 2017 года Robinhood привлёк $110 млн при оценке в $1,3 млрд. В мае 2018 года было привлечено уже $363 млн при общей оценке бизнеса в $5,6 млрд.
В феврале 2018 года компания объявила, что перенесёт свою штаб-квартиру из Пало-Альто в Менло-Парк.
В мае 2019 года Bloomberg и другие издания опубликовали сообщения о том, что Robinhood стремится получить дополнительное финансирование в размере $200 млн, что может привести к общей оценке компании в диапазоне от $7 до $10 млрд.
В ноябре 2019 года Robinhood объявил о выходе на рынок Великобритании.
Во время обвала фондового рынка в 2020 году объём торговли клиентов организации увеличился. Последующий рост рынка был частично приписан трейдерам Robinhood, но дальнейшее исследование показало, что пользователи приложения брокера оказывают незначительное влияние на котировки акций крупных компаний.
В мае 2020 года было объявлено, что Robinhood привлёк $280 млн венчурного капитала при примерной общей оценке в $8,3 млрд, а уже через 3 месяца последовал новый раунд финансирования в размере $200 млн.
В конце июня 2021 года Robinhood был оштрафован FINRA на $57 млн, а также был обязан выплатить $13 млн в качестве компенсации клиентам, пострадавшим от перебоев в работе приложения брокера в марте 2020 года. Это был самый крупный штраф FINRA в истории организации.
В ходе IPO в июле 2021 года Robinhood привлек $2 млрд. Акции торговались по нижней границе ценового коридора от $38 до $42. Общая стоимость компании была оценена в $32 млрд.
В четвертом квартале 2021 года выручка Robinhood составила $264 млн. Чистый убыток за период составил $423 млн.
12 мая 2022 года стало известно, что Emergent Fidelity Technologies Ltd., контрольный пакет акций которой принадлежит 30-летнему миллиардеру Сэму Бэнкману-Фриду, купила 7,6% акций Robinhood Markets Inc.

## Продукты

### Торговля акциями и ETF
Первоначальной услугой, предоставляемой Robinhood, была торговля акциями и биржевыми фондами без комиссии. В феврале 2016 года компания ввела функцию мгновенных депозитов, позволяющую пользователям мгновенно получить кредит до $1000 для торговли на бирже; ранее средства появлялись в течение трёх дней через автоматизированную расчётную палату (англ. automated clearing house — ACH). В сентябре 2016 года Robinhood запустил премиальный план подписки Robinhood Gold, который позволял получить мгновенный кредит в размере до $50 000, давал доступ к маржинальной торговле и предоставлял больше рыночной аналитики. По состоянию на февраль 2017 года, клиенты компании совершили сделок на сумму более $30 млрд. В августе 2017 года Robinhood начал предлагать бесплатные акции в обмен на привлечение новых пользователей.
Платформа компания в большинстве случаев поддерживает биржевые сделки только с акциями и ETF, которые торгуются на биржах Nasdaq и NYSE, и не даёт пользователям доступа к внебиржевым ценным бумагам, торгующимся на внебиржевых рынках. В августе 2018 года, Robinhood добавил поддержку американских депозитарных расписок (АДР) и позволил своим клиентам покупать и продавать 250 популярных международных акций.
В октябре 2019 года несколько крупных брокерских компаний, таких как E-Trade, TD Ameritrade и Charles Schwab, объявили от отмене торговых комиссий. В качестве причины приводилась конкуренция с Robinhood.

### Торговля криптовалютами
25 января 2018 года Robinhood объявил о создании списка ожидания для доступа к торговле криптовалютами без комиссии. К концу первого дня, количество ожидающих увеличилось до 1 250 000 человек. В феврале 2018 года компания предлагала возможности торговли Bitcoin и Ethereum для пользователей из Калифорнии, Массачусетса, Миссури и Монтаны. В мае 2018 года, Robinhood открыл доступ к данной услуге клиентам из Висконсина и Нью-Мексико.
В дальнейшем брокер добавил поддержку Bitcoin Cash, Dogecoin, Ethereum Classic и Litecoin. Robinhood не поддерживает криптовалютные кошельки и депозиты, а также снятие криптовалют с пользовательского счёта, но планирует реализовать эти функции в будущем.

### Банковские услуги
В июне 2018 года сообщалось, что Robinhood ведёт переговоры о получении банковской лицензии, а представитель компании заявил, что организация приводит «конструктивные» переговоры с Министерством финансов США (англ. Office of the Comptroller of the Currency — OCC).
В декабре 2018 года Robinhood анонсировал чековые и сберегательные счета, а также выпущенные базирующимся в штате Огайо банком Sutton дебетовые карты, которые будут доступны в начале 2019 года. Robinhood отметил, что процентная ставка по вкладам будет составлять 3 %; на момент этого заявления, самая высокая процентная ставка по сберегательному счёту в лицензированном банке составляла 2,36 %. Брокер изначально утверждал, что счета будут застрахованы в SIPC, но сама страхующая корпорация это отрицала. На следующий день анонсированные услуги были переименованы в «Управление денежными средствами». В январе 2019 года из приложения Robinhood были удалены список ожидания и страница регистрации. В октябре 2019 года было объявлено о новой услуге управления денежными средствами со страховкой от Федеральной корпорации страхования вкладов (англ. Federal Deposit Insurance Corporation — FDIC) и процентной ставкой 2,05 % годовых, хотя перед запуском доходность была опущена до 1,8 % после снижения федеральной ставки. Данная услуга была запущена в декабре 2019 года, однако на тот момент годовая процентная ставка составляла лишь 30 % от изначально заявленной величины.

## Противоречия

### Продажа информации о заявках клиентов
В октябре 2018 года агентство Bloomberg News сообщило, что Robinhood получил почти половину своей выручки от продажи информации о биржевых заявках своих клиентов маркет-мейкерам, в результате чего пользователи приложения брокера осуществляли биржевые сделки по менее выгодным для них ценам. В дальнейшем компания подтвердила это на своём корпоративном сайте в ответ на запрос CNBC. Wall Street Journal обнаружил, что Robinhood «похоже, получает за продажу информации о заявках клиентов больше денег, чем конкуренты», в соотношении до 60 к 1, согласно его нормативным документам.
В декабре 2019 года FINRA оштрафовала Robinhood на $1,25 млн, чтобы в дальнейшем клиенты компании могли проводить свои сделки по лучшим рыночным ценам. В декабре 2020 года против Robinhood был возбуждён коллективный иск за то, что он не раскрывал то факт, что большая часть его доходов зависела от продажи информации о заявках пользователей его платформы.

### Нарушение безопасности
В июле 2019 года Robinhood признался, что хранит пароли клиентов в открытом виде и в удобочитаемой форме на своих внутренних серверах. Это стало известно благодаря электронным письмам, которые брокер отправлял клиентам, затронутым данной проблемой. Robinhood отказался сообщать, сколько всего пользователей пострадали от ошибки, и утверждал, что не обнаружил никаких доказательств злоупотребления незащищёнными данными. Однако в 2020 году компания признала, что почти 2000 учётных записей Robinhood Markets были скомпрометированы в результате взлома и что хакеры выводили средства клиентов, что в свою очередь говорит о большей распространённости хакерских атак, чем изначально заявлялось.

### Бесконечное кредитное плечо
В ноябре 2019 года один из участников Reddit-сообщества WallStreetBets сообщил о глюке, который позволял пользователям Robinhood Gold занимать неограниченные средства при помощи опционной стратегии, предполагающей продажу опционов и использование полученной премии для покупки новых акций, благодаря которым можно продать дополнительные опционы, получить дополнительную премию, на которую можно приобрести ещё больше акций: повторять это цепочку можно было сколь угодно долго. Вскоре после этого лазейка была закрыта, а работа учётных записей, использующих данный баг, приостановлена, но тем не менее, некоторые пользователи успели получить шестизначные убытки, применяя стратегию, которую пользователи WallStreetBets назвали «чит-кодом бесконечных денег».

### Перебои в работе
В понедельник, 2 марта 2020 года, Robinhood пострадал от системного сбоя, длившегося весь день, в то время, когда индекс Dow Jones показал наибольший ежедневный прирост по количеству пунктов за всю историю. В результате сбоя пользователи не могли выполнять большинство операций на платформе брокера, включая открытие и закрытие позиции. Некоторые клиенты Robinhood посчитали, что проблема была результатом ошибки в коде, произошедшей из-за неправильной обработки даты 29 февраля 2020 високосного года. Robinhood опроверг эти утверждения и отметил, что компания будет предлагать компенсацию пострадавшим инвесторам в индивидуальном порядке. 9 марта 2020 года в приложении брокера произошёл ещё один крупный сбой. В дальнейшем Robinhood столкнулся с тремя судебными исками из-за перебоев в работе его платформы в марте 2020 года.

### Расследование SEC
2 сентября 2020 года Wall Street Journal сообщил, что Robinhood находится под следствием Комиссии по ценным бумагам и биржам США (англ. The United States Securities and Exchange Commission — SEC) за неполное раскрытие информации о продажах информации о биржевых заявках клиентов высокоскоростным торговым фондам. Потенциальный размер штрафа составлял $10 миллионов. Однако 17 декабря 2020 года Robinhood заплатил $65 миллионов для урегулирования расследования SEC.

### Обвинения в геймификации биржевой торговли
16 декабря 2020 года Комиссия по ценным бумагам штата Массачусетс подала административную жалобу, в которой утверждалось, что Robinhood нарушает законы штата о ценных бумагах, «не учитывая интересы своих клиентов и не создавая необходимые процедуры и инфраструктуру для удовлетворения требований его быстрорастущей пользовательской базы». Брокер обвинялся в том, что его приложение с геймифицированным интерфейсом позволяет начинающим инвесторам получить доступ к коротким продажам, опционам и другим производным финансовым инструментам, которые обычно считаются «недопустимыми» для неопытных инвесторов, так как связаны с высоким риском. В связи с этим Комиссия характеризовала действия Robinhood, как эксплуатацию начинающих инвесторов.

### Шорт-сквиз
28 января 2021 года Robinhood и некоторые другие розничные брокеры ограничили торговлю несколькими акциями после попытки пользователей Reddit-сообщества WallStreetBets поднять их рыночную цену. Robinhood ограничил торговлю этими активами с целью выполнить требования Национальной клиринговой корпорации по ценным бумагам. Подобное решение вызвало осуждение со стороны многих пользователей Интернета, а также некоторых политиков. Комитет Палаты представителей США по финансовым услугам (англ. United States House Committee on Financial Services) допросил генерального директора Robinhood Влада Тенева во время слушания 18 февраля 2021 года.
После ограничения доступа к некоторым акциям приложение брокера получило множественные негативные отзывы в магазине приложений Google Play. Google удалил не менее 100 000 подобных отзывов, назвав их «скоординированными или неестественными». Однако после очередного раунда выставления отрицательных оценок приложению Robinhood, в результате которого рейтинг платформы снизился до 1,1 звезды, Google подтвердил, что новые отзывы не нарушают его политику и не будут удалены. Протестующие также выступали у штаб-квартиры Robinhood, штаб-квартиры SEC и около Нью-Йоркской фондовой биржи. 28 января 2021 года в окружной суд США по Южному округу Нью-Йорка был подан коллективный иск против Robinhood, который обвинялся в манипулировании рынком. В иске утверждалось, что брокер «целенаправленно, умышленно и осознанно удалил акции GME со своей торговой платформы в разгар беспрецедентного роста акций, что лишило розничных инвесторов возможности вкладывать средства на открытом рынке». Позже в тот же день, Robinhood объявил, что 29 января 2021 года возобновит торговлю акциями, доступ к которым был ранее ограничен.